# Кош (Исток)
Кош (алб. Koshi) је насеље у општини Исток на Косову и Метохији. Атар насеља се налази на територији катастарске општине Кош површине 935 ha. Удаљено је десетак километара од Истока. Село се први пут помиње 1314. године, у Светостефанској хрисовуљи српског краља Стефана Милутина као гранично село. У турском катастарском попису из 1458. године записано је да у селу има преко 60 српских домова. У Кошу су постојале две цркве које су, по предању, биле посвећене Св. Богородици и Св. Николи. Исто предање каже да се у шумици изнад села налазио манастир, после чијег рушења је, двадесетак километара источније, сазидан нови манастир — познати Девич. Данас у селу постоје остаци два црквишта и старог запуштеног гробља. Године 1969. житељи Коша су на брегу усред села подигли нову цркву са звоником, коју су посветили Св. Лазару Српском.

## Демографија
Насеље има албанску етничку већину, до 1999. године Срба је било нешто преко 50%.
Број становника на пописима:
- попис становништва 1948. године: 501
- попис становништва 1953. године: 566
- попис становништва 1961. године: 689
- попис становништва 1971. године: 807
- попис становништва 1981. године: 812
- попис становништва 1991. године: 798